# What to Do with Daylight
 (octobre 2012).
Si vous disposez d'ouvrages ou d'articles de référence ou si vous connaissez des sites web de qualité traitant du thème abordé ici, merci de compléter l'article en donnant les références utiles à sa vérifiabilité et en les liant à la section « Notes et références ».
Albums de Brooke Fraser
Albertine
(2006)
Singles
1. Better
Sortie : 30 juin 2003
2. Lifeline
Sortie : 9 novembre 2003
3. Saving the World
Sortie : 14 mars 2004
4. Arithmetic
Sortie : 19 juillet 2004
5. Without You
Sortie : 17 janvier 2005

What to Do with Daylight est le premier album de la chanteuse Néo-Zélandaise Brooke Fraser, réalisé en 2004.
Il a été certifié sept fois disque de platine en dans son pays.[réf. nécessaire]
Le titre de l'album vient de la première chanson de l'album Arithmetic, comme elle chante « Wondering what to do with daylight, Until I can make you mine » (« Tu te demandes que faire avec la lumière du jour, jusqu'à ce que je peux te faire mienne »). 
La chanson a été publiée comme quatrième single de l'album en Nouvelle-Zélande. 
Tous les titres de l'album ont été écrits par l'artiste elle-même.

## Liste des titres
| 1.  | Arithmetic        | 4:01 |
| 2.  | Saving the World  | 4:10 |
| 3.  | Still In Love     | 4:28 |
| 4.  | Lifeline          | 4:08 |
| 5.  | Waste Another Day | 5:25 |
| 6.  | Without You       | 2:59 |
| 7.  | Reverie           | 5:14 |
| 8.  | Indelible         | 4:38 |
| 9.  | Better            | 4:05 |
| 10. | Scarlet           | 5:57 |
| 11. | Mystery           | 4:02 |

## Édition spéciale
Cet album a également été re-publié en tant qu'un deux disques CD + DVD Special Edition en 2004, après son succès. Le DVD nous montre un live de quatre chansons de l'album. On retrouve aussi dans cette réédition un étui avec une photo différente de la chanteuse. Le DVD a été filmé et enregistré à la station de pompage, à Takapuna, à Auckland, le 2 avril 2004.

### Liste des titres
1. Saving the World
2. Lifeline
3. Arithmetic
4. Better